# Tri-Rail
El Tri-Rail es un sistema de tren de cercanías que abastece a la ciudad de Miami, Florida operado por Transdev. Inaugurado el 1 de enero de 1989, actualmente el Tri-Rail cuenta con 2 líneas 18 estaciones. 